# Blut muss fließen
Blut muss fließen – Undercover unter Nazis ist ein Dokumentarfilm und Buch über das konspirative Milieu von Rechtsrock-Konzerten in Deutschland aus dem Jahr 2012.

## Handlung
Der Film basiert auf einer neunjährigen verdeckten Filmrecherche des Journalisten Thomas Kuban auf Nazi-Konzerten, die die extreme Gewaltbereitschaft und wiederholte Volksverhetzung darstellt.

## Hintergrund
Der Titel Blut muss fließen bezieht sich auf den Refrain des zitierten Lieds Blut, einer antisemitischen Variante des Heckerlieds, das „zum festen Repertoire vieler rechtsextremer Bands gehört“ und „Repräsentations- oder Identitätssymbol der radikalen Kreise“ ist.
Der Film selbst geht auf die Konzertszene, deren Hintergründe und das öffentliche und politische Bild ein. Viele Konzerte werden durch das verbotene Netzwerk Blood and Honour, Division 28, aber auch die NPD und deren Jugendorganisation Junge Nationaldemokraten organisiert, bei welchen es zu Straftaten, meist Volksverhetzung, kommt.
Die verdeckten Konzertmitschnitte sind der Hauptteil des Films. Aus der Perspektive einer Knopflochkamera werden Konzerte mit hauptsächlich zu Gewalt aufrufenden Texten gezeigt. Auch das Publikum skandiert die Texte mit und unterstützt seinen Ausdruck durch Zeigen des verbotenen Hitlergrußes.
Als Rahmenhandlung werden die verdeckten Dreharbeiten und gesellschaftlichen und politischen Hintergründe dokumentiert. Der Film kritisiert auch Sicherheitsbehörden, die selten einschreiten, und politische Relativierung von Rechtsrock, stellt aber Bürgerinitiativen vor, die sich erfolgreich gegen Rechtsrock gewehrt haben.
Der unter dem Pseudonym Thomas Kuban arbeitende Kameramann tritt dabei als Protagonist auf, der zum eigenen Schutz aber nicht erkennbar gezeigt wird.
Blut muss fließen wurde privat vorfinanziert und von keiner Filmförderung oder Fernsehanstalt unterstützt.
Bisher wurde der Film nicht veröffentlicht, wird aber von Regisseur Peter Ohlendorf auf einer Filmtournee aufgeführt. Er wurde auf der Berlinale 2012 gezeigt und erhielt den 2. Preis des Alternativen Medienpreises 2012.